# Pseudotrochalus quadrilineatus
Pseudotrochalus quadrilineatus är en skalbaggsart som beskrevs av Fabricius 1801. Pseudotrochalus quadrilineatus ingår i släktet Pseudotrochalus och familjen Melolonthidae. Inga underarter finns listade i Catalogue of Life.